# Eva (album de Malmonde)
Pour les articles homonymes, voir Eva.
 (février 2018).
Albums de Malmonde
Malmonde
(2003)
Eva est le second album du groupe de metal français Malmonde, sorti en octobre 2005, exclusivement en France, et enregistré au Tower Studio de Montpellier.

## Présentation
Eva est un album-concept où, à la manière des premiers albums du groupe Rhapsody, les paroles forment un récit et alternent français et anglais.
Les textes parlent d'un virus nommé Eva, du nom de la première personne qu'il a contaminée, et dont l'existence est mise en doute tout au long des chansons (« prouver qu'il existe pour mieux le combattre »). Au fil des textes, on comprend que ce virus est un amalgame informatique et biologique dont la science a peu à peu perdu le contrôle.
Le rendu live de cet album est également intéressant grâce à l'arrivée de Christophe Saumont à la batterie[Interprétation personnelle ?].
L'album comprend une piste de données du clip vidéo du titre En haut des murs, tourné en octobre 2004.

## Liste des titres
| 1.    | Behind Me          | 4:04 |
| 2.    | En haut des murs   | 3:06 |
| 3.    | Just a Whisper     | 3:40 |
| 4.    | Nowhere            | 5:58 |
| 5.    | Here They Come     | 3:21 |
| 6.    | Avorte la douleur  | 2:45 |
| 7.    | EVA                | 1:49 |
| 8.    | La ronde           | 5:37 |
| 9.    | My Way             | 3:21 |
| 10.   | No Trespassing     | 4:07 |
| 11.   | Revolution         | 2:16 |
| 12.   | Nobody Can Go Back | 0:58 |
| 13.   | There Is Nothing   | 7:16 |
| 48:18 |                    |      |

## Membres du groupe
- Ludovic Giroud : chant, guitare, boîte à rythmes
- Hervé Sionnet : guitare
- Stéphane Ballerand : synthétiseur, claviers
- Michael Coracin : basse
- Christophe Saumont : batterie